# Jørgen Jensen (kommunist)
 Der er flere personer med dette navn, se Jørgen Jensen.
Jørgen Jensen (17. januar 1920 – 13. april 1987) var en dansk fagforeningsleder, politiker og formand for Danmarks Kommunistiske Parti (DKP) fra 1977 til 1987. Jørgen Jensen blev medlem af DKP i 1941, medlem af centralkomiteen og forretningsudvalget i 1952 og medlem af Folketinget i 1975.
Indtil Jørgen Jensen blev formand for DKP i 1977, var han først og fremmest engageret i fagforeningsarbejde. Han blev formand for Metal Lyngby i 1962, og i 1966 blev han formand for Automekanikernes Landssammenslutning samt medlem af Dansk Smede- og Maskinarbejderforbunds hovedbestyrelse.
Jørgen Jensen var aktiv i DKP's fredsarbejde, og han var formand for Dansk Fredskonference fra begyndelsen af 1960'erne. Som partiformand videreførte Jørgen Jensen DKP's Moskva-tro linje, uden dog at udstråle den samme karisma som partiets to tidligere formænd, Aksel Larsen og Knud Jespersen. 